# Abraham Zbąski (zm. 1541)
Abraham Zbąski herbu Nałęcz (zm. 1541) – kasztelan bydgoski w latach (1516–1528).